# Anna Sahlström
Anna Sahlström, (Hanna Maria), född 7 januari 1876 på Sahlströmsgården,  i Utterbyn, Fryksände socken, uppvuxen där och död där 13 februari 1956, var en svensk målare och grafiker. 
Anna Sahlström var dotter till lantbrukaren och riksdagsmannen Per Sahlström, syster till konstnärerna Bror Sahlström och Ida Sahlström. Hon studerade vid Konstnärsförbundets skola 1905 och för Carl Wilhelmson 1911. Hon debuterade i Stockholm 1908 och deltog vid utställningar där 1912, 1921, 1930 och i Göteborg 1911.
Anna Sahlström ägnade sig åt målning och grafik, inte minst träsnitt med motiv från hemgården och bygden. Konstnären Carl Wilhelmsons besök på gården ledde till att hon blev modell på flera av hans kända tavlor, till exempel Lördagskväll (1900–1901), Juniafton (1902) och Gårdens dotter (1902). Även Wilhelmson förekommer som modell på Anna Sahlströms verk, bland annat Wilhelmson lägger upp Juniafton (1902). Också konstnären och vännen Ivan Aguéli förekommer som motiv, bland annat i träsnitten Ivan Aguéli och Ivan Aguéli målar (1911).
Anna Sahlström är begravd på Fryksände kyrkogård.